# Latium adiectum
Il Latium novum (Lazio nuovo) era un territorio dell'Italia antica, corrispondente all'area di espansione coloniale latina, i cui limiti generalmente si fanno corrispondere nella parte meridionale al fiume Liri (o, secondo Plinio il Vecchio, anche dal centro di Sinuessa, a mezza strada tra i fiumi Liri e Volturno), a nord dal Circeo e ad est dalla costa settentrionale del lago Fucino. All'interno, a sud, il Latium adiectum arrivava fino a Casinum (Cassino).
Non ebbe mai una autonomia amministrativa e storici e letterari hanno fatto uso di questo nome nell'intento di ricostruire etnicamente un territorio compreso fra la Regio I e la Regio IV, distinguendo il Latium antiquum (quello dei Colli Albani e dei confederati), dal territorio lungo la valle del Liri in cui si diffusero i latini, da quando sancirono l'alleanza con Roma.

## Territorio

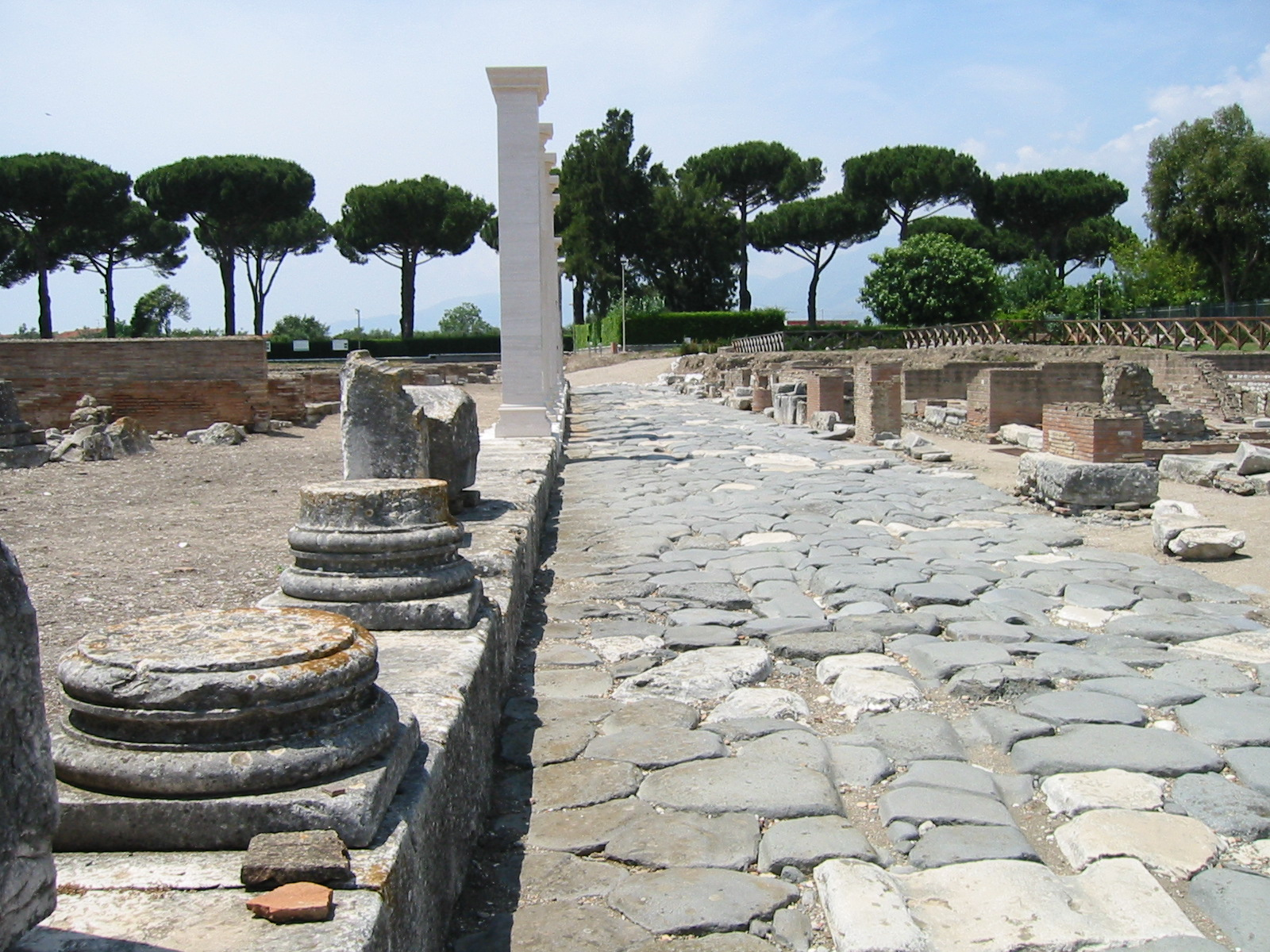
la Via Appia a Minturnae.

Alcuni storici romani, più celebri le citazioni di Plinio e Strabone, descrivono un territorio della Regio I e della Regio IV come Latium adiectum, prevalentemente per fare la distinzione fra il Latium vero e proprio, che chiamano antiquum, l'area di origine dei Latini e della confederazione albana, e il territorio in cui si sviluppò la loro cultura dopo l'alleanza con Roma, almeno finché la cittadinanza romana non fu estesa a tutti gli italici.
Al tempo di Strabone era invece chiamato Latium il litorale marittimo che da Ostia giungeva fino a Sinuessa (Cellole), quando invece in epoca più antica comprendeva solo il litorale fino al monte Circeo.
(Plinio il Vecchio, Naturalis historia, III, 9)
Includeva, inoltre, due isole di fronte alle sue coste: Pandataria (Ventotene) e Pontia (Ponza), ricche di belle abitazioni.
Le descrizioni geografiche antiche non trovano corrispondenza in reperti epigrafici e archeologici nonché nello sviluppo amministrativo e toponomastico dei territori a sud di Roma dall'età imperiale al medioevo. I magistrati provenienti dalla valle del Liri erano definiti non latini ma campani, per tutti i secoli I, II e III, finché con la riforma amministrativa di Diocleziano e la nascita della diocesi Urbicaria, nella prefettura d'Italia, una parte del Lazio antico e la totalità del Lazio aggiunto furono aggregati alla provincia di Campania.

### Storiografia moderna
Dopo l'unità d'Italia la storiografia nazionale ed europea questi problemi sono stati oggetto di discussione di storici e geografi, la maggior parte dei quali ha preso in esame le testimonianze di Strabone e Plinio, specialmente dopo l'annessione di Roma al Regno d'Italia e i primi progetti di ridesignazione amministrativa dell'antica Terra di Lavoro, in funzione di una nuova provincia di Roma o del Lazio. Le conclusioni che se ne trassero furono generiche e ambigue, ma tutte orientate verso la definizione di un Lazio aggiunto che comprendeva i municipia tra il Tevere e il Garigliano.
Lo studio è stato poi seguito anche da intellettuali locali durante il fascismo, stimolato dalle proposte ridefinizione del confine meridionale della provincia di Roma o dai diversi tentativi di istituire nuove province nelle valli del Liri e del Sacco tra Sora, Cassino, Frosinone, Ferentino ed Alatri Sant'Apollinare e Valle Dei Santi.

### Città delLatium adiectum
| Mappa del Latium vetus e del Latium adiectum |
| --- |
| Castriminium Vulturnum Savo Vescia Sinuessa Minturnae Caieta Spelunca Interamna Venafrum Atina Casinum Aquinum Fregellae Arpinum Sora Alatrium Cepeatae Verulae Frusino Fabrateria Vetus Setia Norba Cora Astura Lavinium Artena Tolerium Formiae Suessa Aurunca Teanum Rufrium Fundi Anxur Circeii Privernum Satricum Ferentinum Anagnia Signia Ardea Velitrae Lanuvium Aricia Antium Samnium Campania Latium vetus |

Qui di seguito un elenco dettagliato dei principali centri:
- Caieta (Gaeta);[4]
- Casinum (Cassino), importante centro attraversato dalla via Latina, ultima città latina (verso sud-est)[6]. Di origine osca[13], con la conquista romana, una parte del suo territorio diventò colonia latina;
- Formiae (Formia), detta Hormia o Ormiai per l'eccellente approdo, sede dei Lestrigoni[4] di fondazione laconica da cui passava la Via Appia;[3]
- Fregellae (loc. Isoletta di Arce), colonia latina nei pressi del fiume Liri, al tempo di Strabone ridotta ad un villaggio; quando si ribellò venne distrutta dai Romani (nel 124 a.C.);[14]
- Fundi (Fondi), posta sulla Via Appia;[3]
- Minturnae (Minturno), un tempo chiamata Pirae ed a quel tempo divisa in due dal fiume Liri (Clanis),[4] presso la quale passava la Via Appia;[3]
- Sinuessa (Mondragone), l'ultimo luogo del Latium adiectum,[1][4][5] da cui passava la Via Appia e nelle cui vicinanze vi era una località termale nota per curare alcune malattie;[3]
- Sora (Sora), colonia latina sul Liri;[14][15]
- Speluncae (Sperlonga),[4] che sorge su un promontorio dove all'epoca di Strabone sorgevano immense caverne occupate da grandi e lussuose ville o residenze (come la villa dell'imperatore Tiberio);[3]
- Tarracina (Terracina), un tempo chiamata Trachine[3] (in seguito Anxur, in lingua volsca), posta sul sito dell'antica Amyclae o Amynclae,[4] lungo la Via Appia.[3]

### Principali vie di comunicazione
La più importante era la Via Appia, che partiva da Roma e raggiungeva Brundisium sul Mare Adriatico. Toccava il Mar Tirreno nei pressi del fiume Ufente (non lontano da Terracina), territorio appartenente al Latium adiectum.

### Economia
L'intero territorio è fertile e produce ogni tipo di bene. Pochi sono invece i luoghi, lungo la costa, paludosi e malsani, come il territorio nei pressi di Terracina. Ciò vale anche per il Circeo, essendo un territorio montagnoso e roccioso. Pur tuttavia anche questi territori non sono del tutto improduttivi o inutili, venendo utilizzati per il pascolo, o anche come boschi per il legname o per alcuni particolari prodotti che crescono proprio nelle zone paludose. Ad esempio la pianura di Cecubo (ager Caecubus), pur essendo paludosa, produce una vite, chiamata dendrite, che dà un eccellente vino. Il territorio del Latium adiectum produceva, quindi, vini di grande qualità come il Cecubo (Formiae), il Fundano (da Fundi), il Falerno (tra Latium e Campania), o lo Statano.

## Popolazioni
Strabone racconta che il territorio della pianura Pomentina costituì l'antico insediamento del popolo degli Ausoni, che occupavano la costa fino alla Campania, in seguito venne occupata dagli Osci, probabilmente facendo riferimento ai volsci che sono una popolazione osco-umbra. I volsci occupavano anche le aree interne del Latium adiectum. Nella regione vennero poi create diverse colonie romane – in particolare sulla costa – e colonie latine – nell'area interna del Lazio (attuale Valle Latina), percorsa dalla Via Latina – che comportarono lo stanziamento di un numero ingente di romani e altri latini.

## Storia

### IlLatium adiectume le colonie latine (IV-III secolo a.C.)

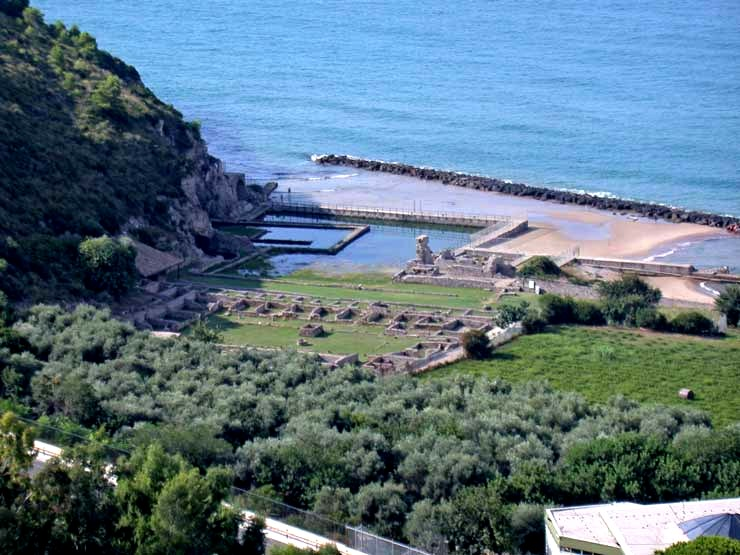
Sperlonga, la grotta di Tiberio, residenza principale dell'imperatore.

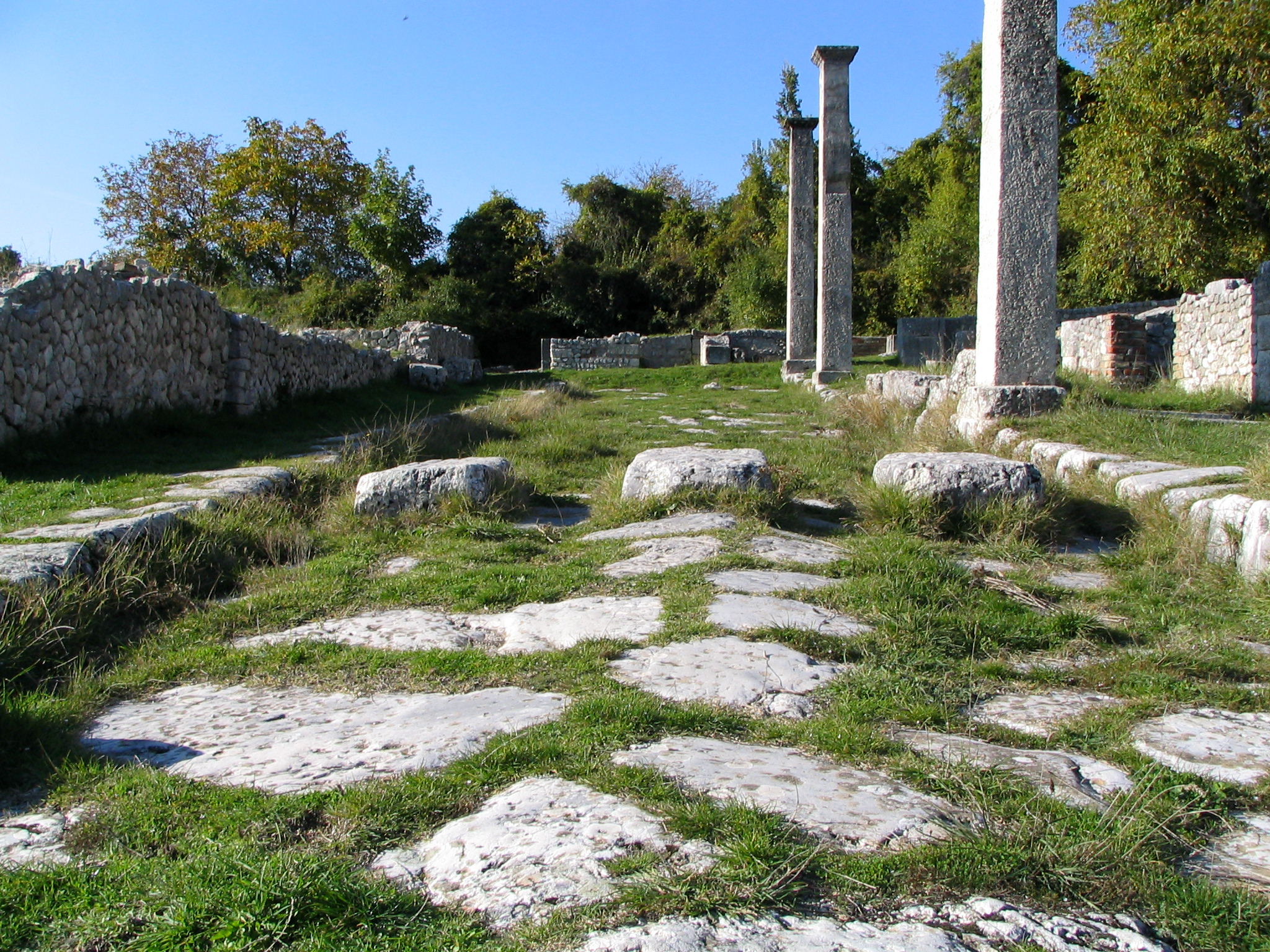
Alba Fucens, oggi Massa d'Albe, presso Avezzano.

In particolare il Latium adiectum di cui parlano gli autori romani (Tito Livio, Plinio, Strabone) è strettamente connesso a un preciso momento dell'espansione culturale e coloniale dei romani e degli alleati latini, perché inquadra la regione delle città e delle colonie aggiunte al Latium Vetus tra il IV e III a.C.,; non dovette esser mai considerata Latium la Valle di Comino, il cui toponimo, di origine antica, dimostra ampiamente come anche nel primo medioevo perdurasse l'idea dell'appartenenza dell'alta valle del Melfa al Sannio (Cominum era il nome con cui i Sanniti indicavano le comunità urbane autonome), né le aree montane dei monti Ernici (dal primo medioevo dette Campania, poi Campagna) e dell'Alto Sangro nel territorio del municipium di Atina; è assolutamente infondata l'ipotesi che il toponimo San Pietro Infine derivi da ad finem Latii, per cui alcuni storici avevano segnato nel Garigliano il confine etnico tra la Regio I «latina» e la Regio I osco-campana.
Una vasta propaggine del Latium novum, sempre secondo Strabone, del tutto ignorata nella cartografia contemporanea, si incuneava fra i territori degli Equi e dei Marsi, che smentisce ampiamente le ricostruzioni storiografiche postunitarie volte a ricomporre il Latium adiectum nelle sole province di Frosinone e Latina. Si tratta ancora una volta delle colonie latine lungo la via Valeria, da Tibur ad Alba, attraverso Varia e Carseoli. In questo senso il geografo dice anche che il Lazio, originariamente piccolo territorio costiero, crebbe, fino a raggiungere un'estensione degna delle regioni di altri popoli italici, verso l'interno.

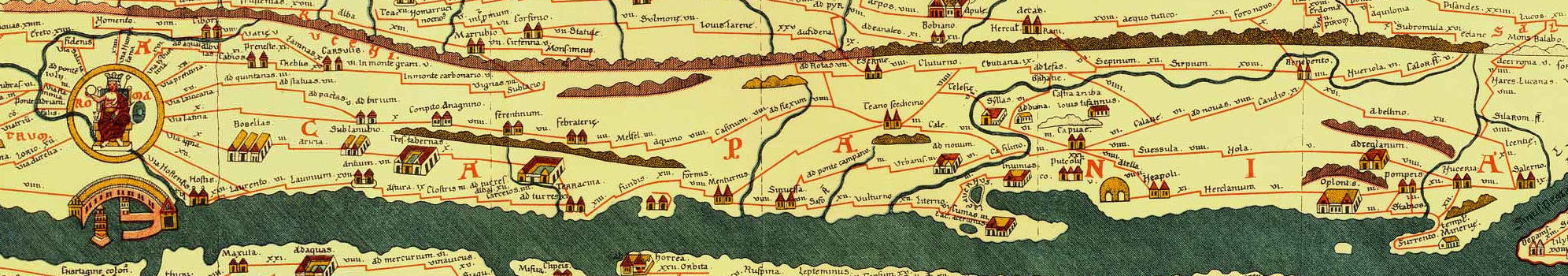
La Campania, il territorio tra Roma e Salerno secondo la Tabula Peutingeriana, del I secolo a.C. (conservata in un'edizione medievale).

Già dal primo secolo il nome Campania prevalse indistintamente su quello di Latium, arrivando a connotare anche tutto il complesso montuoso dei Colli Albani, come dimostra la Tabula Peutingeriana e il territorio e la cultura osca meridionale piano piano si andarono imponendo su quelli dei volsci e dei falisci, a sud di Roma, non solo nella geografia, come nel caso della via Latina che diverrà via Casilina, ma anche nella cultura, nella religione (satira luciliana, asianesimo, atticismo, scuola rodiese, epicureismo, pitagorismo, platonismo, stoicismo, isidismo, ebraismo, dionisismo) e nella politica (molti imperatori risiederanno in ville o città a sud del Circeo), fino ai «perversi» costumi di Baiae.
Baias superbae blanda dona Naturae,

Ut mille laudem, Flacce, versibus Baias,

Laudabo digne non satis tamen Baias.
Sed Martialem malo, Flacce, quam Baias.

Optare utrumque pariter, inprobi votum est.

Quod si deorum munere hoc tibi detur,

Quid gaudiorum est Martialis et Baiae!»
(Marziale, Epigrammi, XI, LXXX)

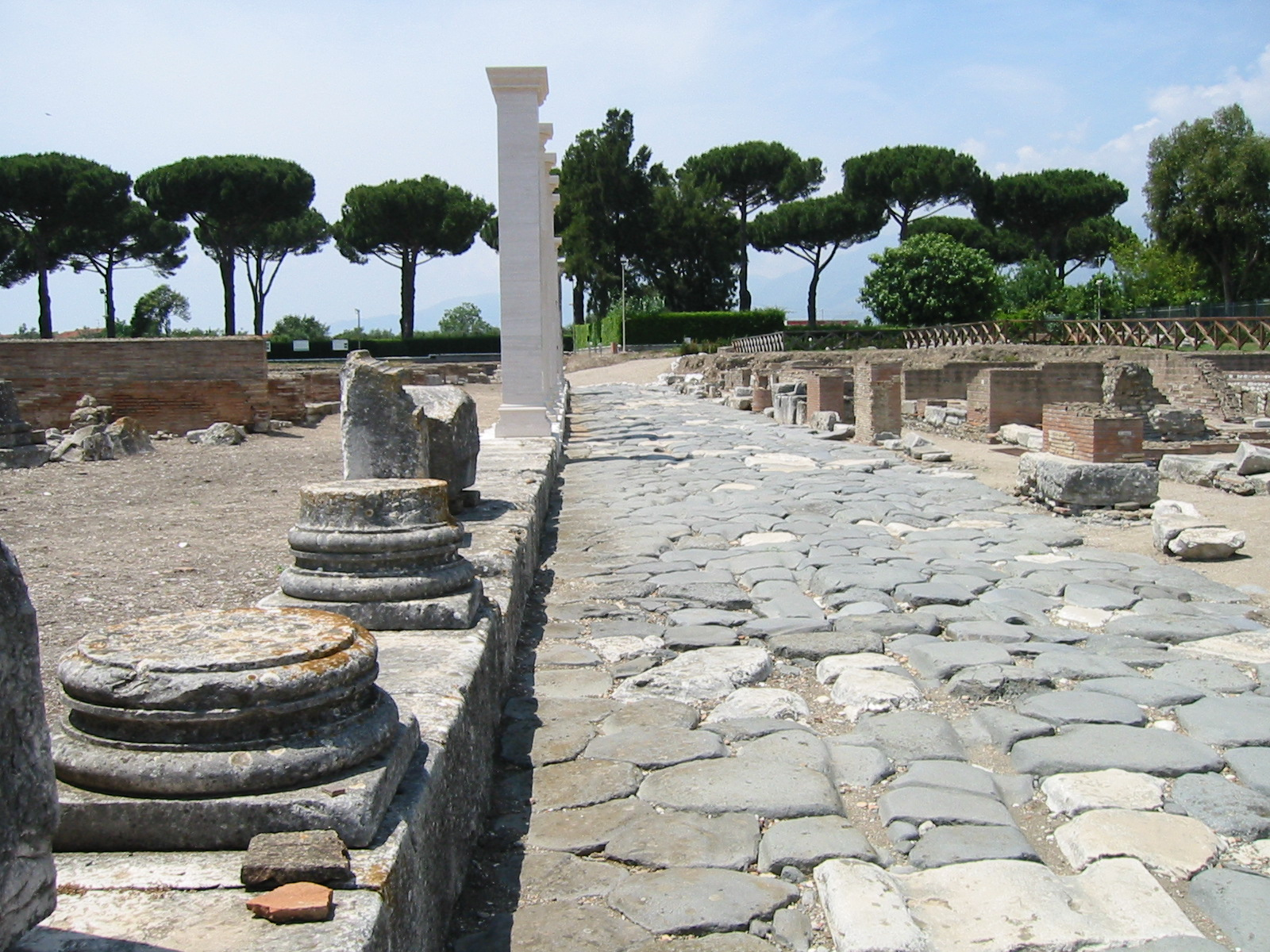
la Via Appia a Minturnae.

Generalmente gli storici contemporanei trattano questa ripartizione geografica come una sorta di subregione della Regio I creata da Augusto, includendovi due o tre diverse componenti etniche delle popolazioni italiche, oltre ai latini.
Fra queste sicuramente i Volsci che nel VI secolo a.C. occupavano tutta la pianura Pontina e le vecchie città latine di Terracina, Circei ed Antium e, spingendosi a nord fino a Velitrae (odierna Velletri) e ad est fino alla Valle del Liri. Le città erano state sottratte al regno di Tarquinio il Superbo, l'ultimo sovrano etrusco di Roma.
Nel 358 a.C. Roma, con l'appoggio dei Latini, si riprese la piana Pontina e nel 338 a.C. anche Anzio. Vi si includono anche gli Aurunci, di lingua Osca, a sud. Il loro centro principale era Suessa (l'odierna Sessa Aurunca); Roma li sottomise con la seconda guerra sannitica. A volte anche il territorio degli Ernici è considerato Latium adiectum, che vivevano nella vallata del fiume Trerus (oggi Sacco) e nelle montagne a nord (i monti Ernici). Centri principali erano Anagnia (Anagni), Aletrium (Alatri), Ferentinum (Ferentino) e Verulae (Veroli). Si allearono con romani e latini nel 486 a.C. per contrastare la minaccia dei Volsci e degli Equi ma alla fine della seconda guerra sannitica furono accusati di ribellione e quando furono inglobati nello Stato romano ottennero solo la civitas sine suffragio, una forma di cittadinanza che non prevedeva il diritto di voto.

### Religione e politica

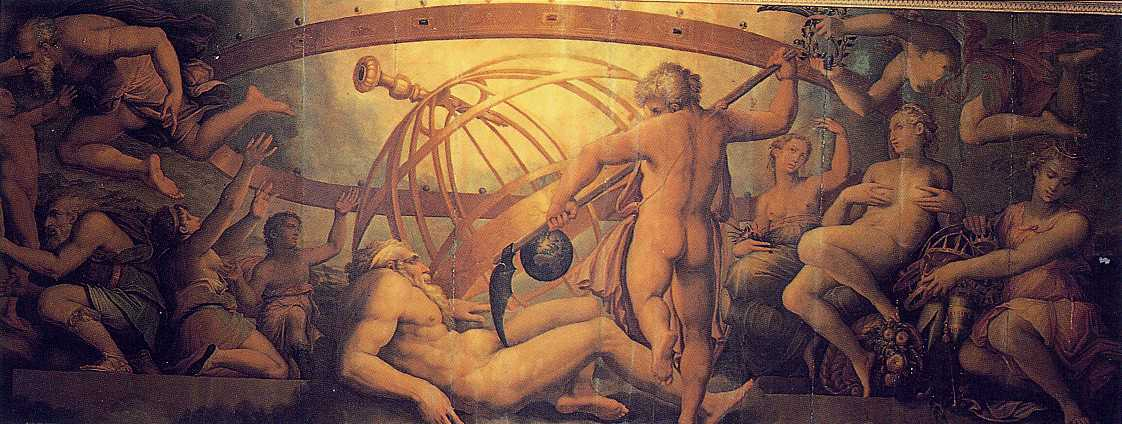
Saturno e Urano.

Il Lazio fu da sempre il territorio dove Roma, sin dalle origini, trovò lo spazio vitale per crescere e diventare una delle città più potenti d'Italia. Con i latini i romani condividevano il pantheon primitivo, con al centro la coppia Giunone-Giove quale erede legittima di una divinità primordiale spodestata, che regnava nell'età dell'oro (Giano, Saturno), pantheon che presto si arricchì con acquisizioni di divinità dai popoli del resto della Campania. Un lungo periodo di influenza culturale e religiosa etrusca, e in misura minore, attraverso la mediazione osca, di quella greca caratterizzò queste terre; da questi popoli quindi furono esportate qui divinità tipicamente mediterranee, legate al culto delle stagioni e della cura, del commercio e della liberazione rituale degli schiavi (Feronia, Iside), e spesso i popoli locali accettarono a vertice del loro pantheon analoghe divinità patriarcali orientali, che si diffusero dapprima nelle località in cui si praticava l'allevamento di bestiame e la pastorizia. Le nuove divinità maschili avevano generalmente un triplice aspetto solare, celeste ed infernale (Vediove, Sorano, Ercole).

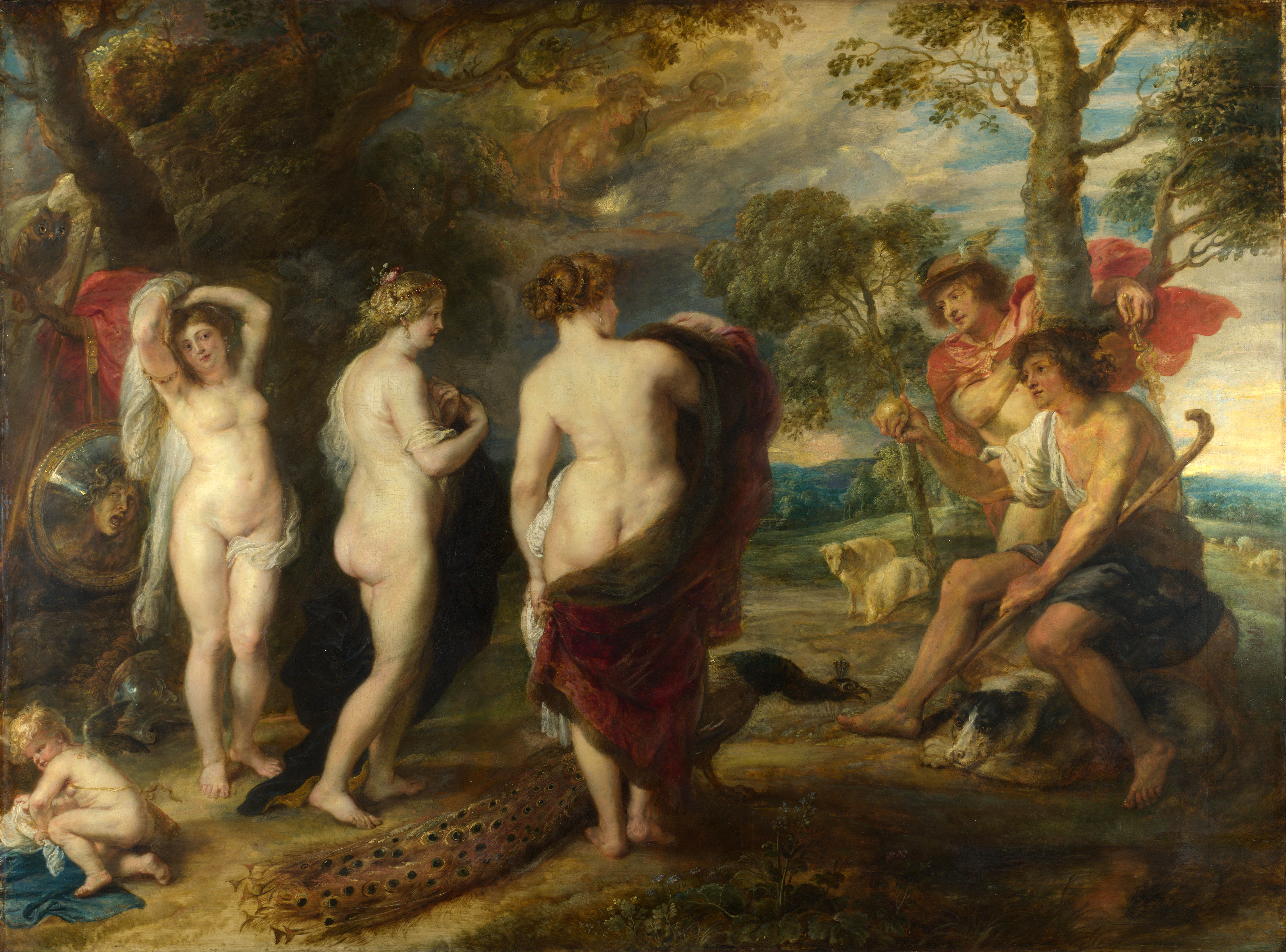
Giudizio di Paride.

### Nascita dello stato romano
Questo lungo processo culturale terminò con la nascita della repubblica romana, ma differenze culturali e religiose continuarono a condizionare le relazioni umane fra i cittadini di Roma, tanto che ancora mille anni dopo Virgilio ricorda il Lazio come un'area originariamente agreste e bucolica, con un complesso simbolismo in cui molti autori contemporanei hanno ravvisato una virtuosa allegoria della situazione politica d'età Augustea. I campani, i non latini, così vicini alla città di Roma e così influenti con la loro economia e con i loro modelli culturali e sociali, non erano visti di buon occhio dalla classe politica che ancora si sentiva erede della tradizione cittadina romana. In realtà la ricostruzione filologica della storia fu interesse precipuo del partito aristocratico, sia in età repubblicana che sul nascere del principato, il quale cercava di tutelarsi dai mutamenti in corso a Roma facendo leva sul primato morale che avevano rispetto alle altre classi in quanto detentori della tradizione etica nazionale latina. In questo contesto si inserisce anche il disegno culturale promosso da Mecenate e l'opera di mitopoiesi virgiliana, che nell'Eneide non solo promuove la storia della discendenza divina della dinastia giulio-claudia, la cui origine asiatica sarebbe giustificata con una filiazine diretta di Enea da Venere, divinità che nelle forme orientali del culto (ierogamie, riti sacrificali e misterici) ancora doveva recare scandalo nella società patrizia romana, ma anche ricorda, contro le tendenze tiranniche della politica imperiale, l'antico popolo latino e dell'origine pastorale dei suoi re.

### La lotta fra Augusto e i repubblicani

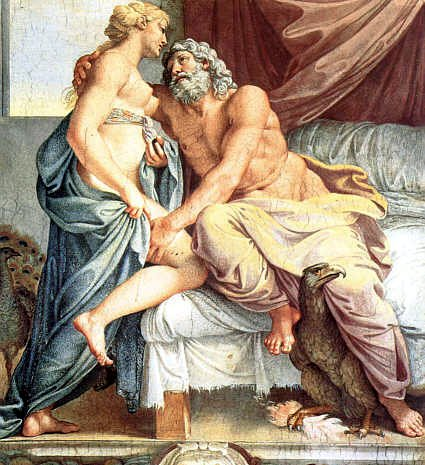
Giove e Giunone.

L'esito finale dell'opera virgiliana però lascia pensare che in realtà i riferimenti mitologici servissero a delineare un panorama molto più complesso. Nonostante Giove lasci che Enea compia la sua missione, unendo i superstiti troiani col popolo latino, il padre degli dèi è costretto a negoziare il consenso di Giunone perché Roma possa vincere gli Italici, in questo caso Volsci e Osci, che osteggiavano l'alleanza di latini e asiatici. Alcuni ravvisano in questa lotta lo scontro politico che ci fu fra il partito repubblicano, capeggiato da Cicerone, e Augusto che intendeva instaurare il principato. Nell'Eneide gli Italici di Turno, furono sconfitti, i quali erano protetti da Giunone, ma la sposa di Giove ottenne dal padre degli dei, in cambio della vittoria di Enea, che a Roma lei fosse onorata nel pantheon nazionale, più che in ogni altro Stato del Mediterraneo. Gli Italici quindi, pur incorsi in grave sconfitta, portarono secondo Virgilio a Roma la loro dea. Ciò significherebbe che il partito repubblicano, sostenuto all'epoca prevalentemente dai campani, seppur distrutto da Augusto, avrebbe imposto in tutto l'impero il modello culturale della campagna àusone, dal culto delle arti liberali, della poesia bucolica orientale, fino ai sistemi religiosi e filosofici come l'epicureismo, chiara derivazione razionalistica del culto imperiale di Venere, e le mistiche caldee, pitagoriche, giudaiche. In questo senso poi i letterati cristiani vedevano in Virgilio il profeta della definitiva vittoria del cristianesimo su arianesimo, mitraismo e sul manicheismo; storicamente infatti è dalla Campania che nell'Occidente romano si diffuse il culto dei martiri.
Parthenope; cecini pascua rura duces»